# Nikolaï Lokhvitski
Nikolaï Alexandrovitch Lokhvitski (en russe : Никола́й Алекса́ндрович Ло́хвицкий), né le 20 octobre 1868 à Saint-Pétersbourg et décédé le 5 novembre 1933 à Paris, est un général de l’armée impériale russe et responsable des armées blanches.

## Formation
Issu de la noblesse du gouvernement de Saint-Pétersbourg, Nikolaï Lokhvitski étudie au 4e corps des cadets de Moscou, à l’école d'artillerie Constantin et à l’académie militaire de l’état-major général.
Sa carrière militaire débute dans le 105e régiment d’infanterie d’Orenbourg puis il sert dans le Régiment de la garde Izmaïlovski.
Il participe à la guerre russo-japonaise de 1904-1905 au rang de capitaine en second. En décembre 1906 il est promu colonel et transféré en 1907 dans le 145e régiment d’infanterie de Novotcherkassk. En mai 1912 il prend le commandement du 95e régiment d’infanterie de Krasnoïarsk.

## Première Guerre mondiale
Il participe à la Première Guerre mondiale et reçoit une épée de Saint-Georges ainsi que l’Ordre de Saint-Georges de 4e classe en 1915. En avril il commande au rang de général major la 25e division d’infanterie puis, en mai, la 24e.

### Corps expéditionnaire en France

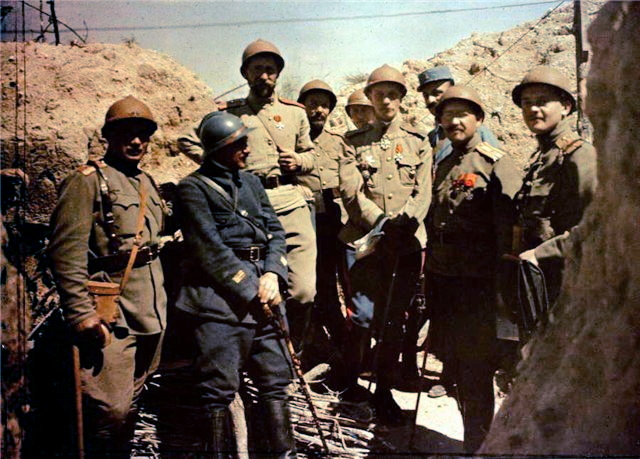
Le général N. Lokhvitski inspecte les positions en compagnie d’officiers russes et français, été 1916 en Champagne

Le 21 janvier 1916 Nikolaï Lokhvitski est nommé commandant de la 1re brigade spéciale d’infanterie et envoyé, via Vladivostok et Suez, sur le front français. Pour sa bravoure au combat il est décoré de la Légion d’honneur et de l’Ordre de Saint-Georges de 3e classe en avril 1917.
Blessé deux fois, il devient en juin 1917 au rang de lieutenant général le commandant de la division spéciale d’infanterie (formée des 1re et 3e brigades spéciales d’infanterie). Lors de la mutinerie des soldats russes à La Courtine il participe, avec les soldats et officiers qui lui sont restés fidèles, à la répression des mutins. Par la suite il participe activement à la formation de la légion russe en France.

## Guerre civile russe
En 1919 il rejoint les forces de l’amiral Koltchak en Sibérie. D’avril à juin 1919 il commande le 3e corps alpin de l’Oural puis la 1re armée et enfin, après réorganisation, la 2e armée. Il est remplacé en août 1919 par le général Wojciechowski. Il participe à la grande marche de glace de Sibérie et est envoyé par Koltchak à Irkoutsk afin de préparer le transfert de l’état-major dans la ville et pour négocier avec l’ataman Semenov.
D’avril à août 1920 il commande l’armée d’extrême-orient, d’août à décembre il est chef d’état-major général. En octobre 1920 il rejette le commandement de Semenov et reconnaît comme seul commandant en chef des forces armées russes le général baron Wrangel.

## Exil
Il rentre en Europe en décembre 1920 et réside à Paris à partir de 1923. Monarchiste-légitimiste, il meurt en 1933 et repose au cimetière russe de Sainte-Geneviève-des-Bois.